# 李茂貞
李 茂貞（り もてい）は、唐末から五代十国時代の岐の王。もとの名は宋文通。深州博野県の出身。

## 生涯

### 士卒から王へ
初め唐の近衛兵である「神策軍」の一兵卒であったが、黄巣の乱の鎮圧で名を挙げて僖宗に近侍を許された。やがてその軍事的功績により節度使に任じられて国姓である「李」姓を与えられて李茂貞と名乗るようになった。
光啓4年（888年）、鳳翔節度使李昌符の反乱を鎮めた李茂貞はその後任に任じられて検校太尉・侍中・隴西郡王に任じられた。庶民出身で民間に通じていた李茂貞は民政に力を注ぎ、領内の戦乱による荒廃からの復興を成功させた。
大順元年（891年）、隣接する興元節度使の反乱を鎮めてその本拠であった漢中を支配すると朝廷が派遣する後任節度使を妨害し、腹心を留後（代官）として派遣したため、実質的に2つの節度使を兼任する事となる。これに激怒した昭宗は乾寧2年（894年）に李茂貞討伐軍を起こすが、李茂貞が倒された場合に次の粛清の対象となることを恐れた他の節度使が朝廷への協力を拒んだために討伐は失敗、李茂貞が関中全域を平定する結果をもたらした。
これに勢いづいた李茂貞は光化4年（901年）に昭宗に迫り岐王に封じられた上に、昭宗を自分の根拠である鳳翔に遷して遷都を宣言した。この時十道二十州を統治した李茂貞は帝位を窺える勢力を有するに至った。

### 自立
急速な勢力拡大を遂げた李茂貞に対して、他の節度使が激しく反発し、朱全忠や李克用ら有力者が打倒李茂貞へ動き出す。天復3年（903年）に鳳翔を包囲した朱全忠は蜀の王建と結んで挟撃、李茂貞は昭宗を朱全忠に引き渡して降伏した。
領土も二道七州に削減され、没収された領地は朱全忠と王建によって分割された。
天祐4年（907年）、唐から禅譲を受けた朱全忠は後梁を建国する。この動きに合わせ各地方の藩鎮も次々と地方政権を樹立し「王」や「皇帝」を自称するに至った。先の戦いで勢力を削がれた李茂貞も王府を開き、百官を設置し自立政権としての体裁を整えた。また居所を宮殿、妻劉氏を皇后と称すなどしたが、昔日の勢力は無く、後梁と前蜀に挟まれ細々と命脈を保っていたに過ぎなかった。
後唐の荘宗李存勗が後梁を滅ぼすと、天祐21年（924年）に李茂貞はその圧力に屈してその領土を荘宗に献上し、岐はここに滅亡した。荘宗は降伏した李茂貞を後唐の諸侯王として秦王に封じたが、ほどなくして病死し、鳳翔県で妻劉氏との合葬墓に葬られた。1998年に陝西省宝鶏市金台区金河鎮陵塬村でこの墓が発見され、1999年11月と2001年4月から9月にかけて発掘調査が行なわれた。その報告集も公刊されている。

## 子女

### 男子
1. 李従曮 - 初名は李継曮。朱友謙の娘の楚国夫人を娶った。後に後唐の荘宗李存勗の仮子。
2. 李従昶 - 初名は李継昶
3. 李従照 - 初名は李継照
4. 李継暐

### 従子
- 李継崇 - 武泰節度使・隴西郡王。

### 仮子
- 李継侃（宋侃） - 昭宗の娘の平原公主を娶った。
- 李継徽 - 本名は楊崇本。静難軍節度使。
- 李継密 - 本名は王万弘。山南西道節度使。

## 伝記資料
- 『新五代史』巻40（雑伝第28）